# Lloc Històric Nacional de Clara Barton
El Lloc Històric Nacional de Clara Barton (Clara Barton National Historic Site), que inclou la Casa Clara Barton (Clara Barton House), va ser establert el 1974 per interpretar la vida de Clara Barton (1821-1912), una educadora pionera als Estats Units d'Amèrica, i una infermera i humanitària que va fundar la Creu Roja Nord-americana (American Red Cross). El lloc es troba a uns tres quilòmetres al nord-oest de Washington DC a Glen Echo (Maryland). El lloc protegeix tot el terreny de Barton a Glen Echo incloent la seva antiga residència de 38 habitations. La George Washington Memorial Parkway, una unitat del Servei de Parcs Nacionals dels Estats Units (NPS), maneja el lloc. De tota manera, aquest lloc històric es considera una unitat separada del NPS.

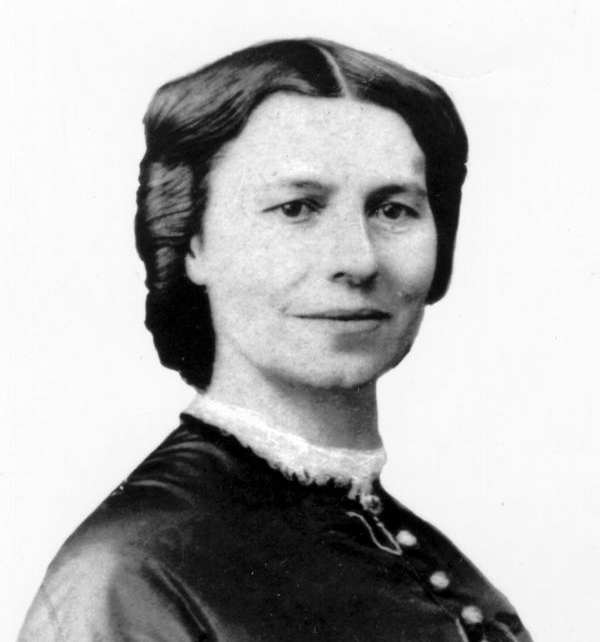
retrat de Clar Barton

Va ser el primer lloc històric nacional del NPS dedicat als èxits d'una dona. El lloc conserva la història primerenca de la Creu Roja Nord-americana i l'última casa del seva fundadora. Clara Barton va passar els últims 15 anys de la seva vida a la Casa Clara Barton, des del 1897 fins al 1912. L'edifici també va servir com una seu de la Creu Roja als Estats Units durant els seus primers anys. El Servei de Parcs Nacionals ha restaurat onze habitacions de la casa, incloent-hi les oficines de la Creu Roja, i els salons i dormitoris de Clara Barton on va viure i treballar. El 2005, 12.529 persones van visitar el lloc.

## Descripció
La casa es va construir parcialment de fusta recuperada d'edificis d'emergència construïts per la Creu Roja a Johnstown (Pennsilvània) després de la inundació d'aquesta ciutat l'any 1889. La fusta dels edificis desmantellats es va portar a Washington a través del canal Chesapeake i Ohio per evitar una inundació del mercat local de Johnstown. La fusta es va emmagatzemar en un terreny de Barton a Washington fins al 1891 quan es va iniciar la construcció en un terreny donat per Edwin i Edward Baltzley, que estaven desenvolupant una assemblea Chautauqua (un moviment popular d'educació per a adults durant aquesta època) a Glen Echo.
El Dr. Julian B. Hubbell va dissenyar la casa. Hubbell va ser el primer agent de camp de la Creu Roja Nord-americana, que va supervisar la construcció realitzada per l'equip dels Baltzley. L'estructura original incloïa un front de pedra en un estil dels edificis del moviment Chautauqua. El 1897, quan Batron es va traslladar a la casa de forma permanent, la part central de la façana de pedra es va desmuntar. Això va crear dues torres de pedra que encara flanquegen la casa. L'addició de sostres punxeguts va accentuar l'efecte d'una casa profunda i estreta. Malgrat la seva enorme grandària, la casa no va ser molt decorada i va ser més adequada per a fins utilitaris. L'interior va ser dissenyat per assemblar-se a un vaixell de vapor. La casa té 36 habitacions i 38 armaris, amb tres nivells d'habitacions que donen a una galeria central il·luminada per finestres de vidre de color.
La Casa Clara Barton es va inscriure en el Registre Nacional de Llocs Històrics el 1986.